# Marinovich Endre
Marinovich Endre (Budapest, 1940. július 10. –) magyar közgazdász.

## Életpályája
Antall József tanítványa volt a budapesti Eötvös József Gimnáziumban, ahol 1958-ban érettségizett. 1959-ben a 12. sz. Autóközlekedési Vállalatnál dolgozott tehergépkocsi-vezetőként. Egyetemi tanulmányait az MKKE-n végezte 1963-ban. 1965-1966-ban posztgraduális képzésen vett részt a Sankt Gallen-i Gazdaság- és Társadalomtudományi Főiskolán.  1967-ben egyetemi doktori címet szerzett. 1975-ben megszerezte a közgazdaságtudományok kandidátusa fokozatot. 1971 és 1987 között a Külkereskedelmi Minisztérium sajtóosztályának munkatársa, majd vezetője volt. 1987 és 1991 között az athéni kereskedelmi kirendeltségen teljesített szolgálatot (I. osztályú kereskedelmi titkár). 1991 és 1994 között az Antall-kormány, majd a Boross-kormány miniszterelnökségi kabinetfőnöke volt, címzetes államtitkár rangban. 1993-ban nagykövet. Még a minisztérium munkatársaként gyakran volt államvizsga-bizottsági tag a Külkereskedelmi Főiskolán. 1994-től a Külkereskedelmi Főiskola tanára, tanszékvezető, majd a külgazdasági szak igazgatója; ezután általános főigazgatóhelyettes. 2001-től 2006-ig a BGF Külkereskedelmi Főiskolai Kar főigazgatója. 1975-ben megszerezte a közgazdaság-tudományok kandidátusa fokozatot.
2001-ben sikertelenül pályázott a Magyar Rádió megüresedett elnöki tisztségére.
2014-től a VERITAS Történetkutató Intézet és Levéltár főigazgató-helyettese, a legújabb kori kutatócsoport vezetője.

## Társadalmi és sporttevékenysége
- A vitorlázás ismert szakvezetője.
- 1971 és 1987 között a Velencei-tavi Vízisport Szövetség főtitkára volt, majd 1987-től társelnöke.
- 2003-tól az Antall József Emlékbizottság és Baráti Társaság elnöke.
- 1970–1987 között a Szervezési és Vezetési Tudományos Társaság Public Relations   Munkabizottságának vezetője volt.

## Nyelvismerete
- Németből külkereskedelmi szakmaival bővített felsőfokú nyelvvizsga
- angolból és oroszból középfokú nyelvvizsga
- Beszél még lengyelül, olaszul és görögül

## Főbb művei
- A gazdasági-társadalmi kapcsolatok szerepe a piaci munkában (1967)
- A vállalat aktív információs tevékenysége (1975)
- Benedek István Gábor–Marinovich Endre: Gazdaságosság és kölcsönösség. Amit a KGST-ről tudni kell; Kozmosz Könyvek, Bp., 1980 (Én és a világ)
- Félúton, 1992. A Nemzeti Megújhodás Programjának első két éve; főszerk. Marinovich Endre, szerk. György Eszter et al.; Miniszterelnöki Sajtóiroda, Bp., 1992  (angolul, németül, olaszul is)
- Az Antall- és Boross-kormány tisztségviselői almanachja. 1990. május 23–1994. május 8.; szerkbiz. Kajdi József, Marinovich Endre, Müller György, életrajzi adatok, anyaggyűjtés Kodela László vez.; Miniszterelnöki Hivatal kiadása, Bp., 1994]
- 1315 nap. Antall József naplója; Éghajlat, Bp., 2003
- A kamikaze kormány második miniszterelnöke. Boros Péter 216 napja; Éghajlat, Bp., 2007
- Tranzitológia. Átmenet a tervgazdaságból a piacgazdaságba; szerk. Marinovich Endre szerk.; Budapesti Gazdasági Főiskola Külkereskedelmi Főiskolai Kar, Bp., 2009
- Túlélte-e a középosztály? Családregény a 20. századból; Éghajlat, Bp., 2014
- Historia est lux veritatis. Szakály Sándor köszöntése 60. születésnapján, 1-3.; főszerk. Marinovich Endre; Veritas Történetkutató Intézet–Magyar Napló, Bp., 2016

## Családja
- Nős; első házasságából született fia, Gergely.
- Csömörön lakik.

## Díjai, elismerései
- Apáczai Csere János-díj (2010)